# Oskar Olsen
Pour les articles homonymes, voir Olsen.
Oskar Olsen est un patineur de vitesse norvégien né le 17 octobre 1897 et décédé le 28 décembre 1956.

## Biographie
Lors des Jeux olympiques de 1924 à Chamonix, il remporte la médaille d'argent au 500 m en patinage de vitesse. Il fut également médaillé de bronze en 1924 et 1925 aux Championnats d'Europe toutes épreuves de patinage de vitesse. Lors des Jeux olympiques de 1928 il se classe neuvième au 500 m.
Il fut également journaliste au Sportsmanden et président de la Norges Skøyteforbund, la fédération norvégienne de patinage en 1931 puis de 1949 à 1952.

## Palmarès
| Compétition                           | Médaille d'or | Médaille d'argent | Médaille de bronze |
| Jeux olympiques                       | –             | 1924 (500 m)      | –                  |
| Championnats du monde toutes épreuves | –             | –                 | –                  |
| Championnats d'Europe toutes épreuves | –             | –                 | 1924, 1925         |